# Neujahrskonzert der Wiener Philharmoniker 1958
Das Neujahrskonzert der Wiener Philharmoniker 1958 war das 18. Neujahrskonzert der Wiener Philharmoniker und fand am 1. Jänner 1958 im Goldenen Saal des Wiener Musikvereins statt. Dirigiert wurde es zum vierten Mal von Willi Boskovsky, der diese Institution 1941 schon als Konzertmeister der Wiener Philharmoniker mit ins Leben gerufen hatte.

## Besonderheit
Streng genommen war es einerseits das 19. Konzert zum Jahreswechsel – denn zur Jahreswende 1939/40 gab es bereits ein Außerordentliches Konzert der Wiener Philharmoniker, welches allerdings am Silvesterabend 1939 stattfand –, aber erst seit 1946 – seit dem  erstmaligen Dirigat von Josef Krips – trägt das Konzert den Namen Neujahrskonzert der Wiener Philharmoniker: Unter diesem Namen war es das nunmehr dreizehnte seiner Art.
Willi Boskovsky wurde nach dem Tod von Clemens Krauss einstimmig von den Orchestermitgliedern für dieses Amt als ständiger Dirigent des Neujahrskonzertes gewählt, was er 1955 erstmals ausübte (und bis 1979 innehatte) und blieb bzw. bleibt in Erinnerung, dass er, wenn nicht das gesamte, so doch große Teile des Konzertes, meist die Walzer, mit dem Geigenbogen leitete und, die Violine in die Hüfte gestützt, immer wieder ans Kinn führte, um einen eigenen, geigenbezogenen Schwung in das Orchester zu übertragen.

## Strukturänderung
1958 erhielt das Programm die noch heute bekannte Struktur: Übernommen wurde diese zwar aus den Neujahrskonzerten der Jahre bis 1954; andererseits gab es erhebliche Neuerungen. So entfielen zum einen die beispielsweise je nach Beifallsumfang und -stärke gewährten Wiederholungen im Konzert selbst.
Die bis 1954 „bekannte feste Konzertzugabe“, der musikalische Scherz Perpetuum mobile wurde nunmehr geändert, dass es eine variable (und auch öffentlich unbekannte) Konzertzugabe am Ende des zweiten Teils, d. h. des Teils nach der Konzertpause, gibt und dem die beiden „festen Zugaben“, der Walzer An der schönen blauen Donau von Johann Strauss (Sohn) und der Radetzky-Marsch von Johann Strauss (Vater) folgten.
Das Neujahrskonzert von 1958 war überdies eine Art „Probelauf“ für die ab 1959 beginnende alljährliche Fernsehübertragung, die bis 1990 nur den 2. Teil des Neujahrskonzertes umfasste (der 1. Teil war dann nur im Rundfunk zu hören): Letztlich sollte dieses Konzert auch dazu dienen, zu testen, ob die von Hermann Lanske für die Fernsehübertragung vorgesehenen 75 Minuten auch unter öffentlichen Bedingungen einer „Live-Übertragung“ einzuhalten wären.
Während Willi Boskovsky in die Vorbereitungen eingebunden war und auch das Orchester im Dezember 1958 über diesen „Testlauf“ Kenntnis erhielt, war dem Publikum dieses Konzertes das alles nicht bekannt.
Da das Ergebnis 1958 positiv ausfiel, startete dann am 1. Jänner 1959 die erste Fernsehübertragung des 2. Teils eines Neujahrskonzertes.

## Programm

### 1. Teil
1. Johann Strauss (Sohn): Rosen aus dem Süden, Walzer, op. 388
2. Josef Strauss: Heiterer Muth, Polka française, op. 281
3. Josef Strauss: Eislauf, Polka schnell, op. 261
4. Johann Strauss (Sohn): Wiener Bonbons, Walzer, op. 307
5. Josef Strauss: Die Schwätzerin, Polka mazur, op. 144
6. Johann Strauss (Sohn): Éljen a Magyár, Schnell-Polka (sic), op. 332

### 2. Teil
1. Johann Strauss (Sohn): Ouvertüre zur Operette Der Zigeunerbaron
2. Johann Strauss (Sohn): Wiener Blut, Walzer, op. 354
3. Johann Strauss (Sohn): Neue Pizzicato-Polka, op. 449
4. Johann Strauss (Sohn): Liebeslieder, Walzer, op. 114
5. Johann Strauss (Sohn): Explosions-Polka, Polka schnell (sic), op. 43* **
6. Johann Strauss (Sohn): Champagner-Polka, Musikalischer Scherz, op. 211 *

### Zugaben
1. Johann Strauss (Sohn): Auf der Jagd, Polka schnell, op. 373
2. Johann Strauss (Sohn): An der schönen blauen Donau, Walzer, op. 314
3. Johann Strauss (Vater): Radetzky-Marsch, op. 228

Werkliste und Reihenfolge sind der Website der Wiener Philharmoniker entnommen.
Mit * gekennzeichnete Werke standen erstmals in einem Programm eines Neujahrskonzertes.
** Die Explosions-Polka ist keine Polka schnell (Schnellpolka) im eigentlichen Sinn, diese Bezeichnung wird von Johann Strauss (Sohn) erst ab op. 281 (Vergnügungszug, Polka schnell) gebraucht.